# Georgian Bluffs (Ontario)
Georgian Bluffs to gmina (ang. township) w Kanadzie, w prowincji Ontario, w hrabstwie Grey.
Powierzchnia Georgian Bluffs to 603,79 km². Według danych spisu powszechnego z roku 2001 Georgian Bluffs liczy 10 152 mieszkańców (16,81 os./km²).